# Burkina Fasos damlandslag i volleyboll
Burkina Fasos damlandslag representerar Burkina Faso i volleyboll på damsidan. Laget deltog i kvalet till VM 2014.